# Arkadiusz Klucznik
Arkadiusz Sławomir Klucznik (ur. 2 lipca 1967, zm. 8 kwietnia 2025) – polski aktor i reżyser teatralny, dyrektor Teatru Dzieci Zagłębia (2001–2005) i Teatru im. Andersena w Lublinie (2007–2017).

## Życiorys
W 1993 r. ukończył studia aktorstwa reżyserii w Akademii Teatralnej im. Aleksandra Zelwerowicza w Warszawie, w 2007 r. obronił pracę doktorską, w 2018 r. habilitował się na podstawie pracy zatytułowanej pt. Reżyseria przedstawienia "Latający kufer" w Teatrze im. H. Ch. Andersena w Lublinie. W 2023 r. uzyskał tytuł profesora sztuki.
Był pracownikiem naukowym w Akademii Sztuk Teatralnych im. Stanisława Wyspiańskiego w Krakowie.